# 征矢野進一
征矢野 進一（そやの しんいち、1952年12月29日 - ）は、日本の医師（美容外科医）。
長野県木曽福島町生まれ。1979年3月に東京大学医学部医学科を卒業後、1979年から1988年3月まで東京大学医学部形成外科に所属し、1988年4月に神田美容外科形成外科医院を開設した。

## 概要
東京大学医学部附属病院の医局時代にコラーゲンの治験に携わり、日本の「注入剤によるシワ取り治療」に貢献した一人。以来長年にわたりコラーゲンやヒアルロン酸などのシワ取り注入剤の研究を重ねる。
日本美容外科学会会長も務め、臨床医向けの「注入剤によるシワ取り治療」の講義を依頼され行うと共に、国内・海外で行われる美容外科学会での発表や医師向けの教科書など論文・執筆も行う。

## 経歴
1979年3月に東京大学医学部医学科を卒業する。東京大学医学部附属病院の医局で1984年に眉間の皺取りの臨床試験に携わったのをきっかけとして専門医の道に進む。
1988年4月に注入剤による皺取り治療を専門領域とするクリニックとして神田美容外科形成外科医院を東京都千代田区に開設する。

## 書籍・関連書籍
| コラーゲン15分美容法                                                                                            | かんき出版                     | 1989 |
| ただのおしゃれじゃ物足りない                                                                                    | 現代書林                       | 1991 |
| ソヤノ博士の美容外科・形成外科 オペレーションカタログ                                                           | 鳥影社                         | 1997 |
| 美容外科最近の進歩(大森 喜太郎)                                                                                 | 克誠堂出版                     | 1998 |
| コラーゲン注入のこつ ― シワの簡単な治療法 ― 日本医学                                                            | 中央会(メディカルコア)         | 1999 |
| 美容皮膚科プラクティス(漆畑 修・宮地 良樹・本田 光芳)                                                           | 南山堂                         | 1999 |
| 美容外科手術プラクティス(市田 正成・谷野 隆三郎・保坂 善昭)                                                     | 文光堂                         | 2000 |
| 皮膚科診療プラクティス(松永 佳世子・宮地 良樹・瀧川 雅浩)                                                       | 文光堂                         | 2001 |
| マンスリーブック デルマ(西川 武二・飯島 正文・塩原 哲夫・宮地 良樹)                                             | 全日本出版会                   | 2002 |
| 皮膚科医がはじめる Cosmetic Dermatology(宮地 良樹・古江 増隆・松永 佳世子)                                      | 南山堂                         | 2003 |
| 皮膚科診療プラクティス(葛西 健一郎・宮地 良樹・瀧川 雅浩)                                                       | 文光堂                         | 2004 |
| 外来で容易にできる若返り美容医療の実際(久保田 潤一郎)                                                           | 永井書店                       | 2004 |
| 美容外科最近の進歩 (大森 喜太郎)                                                                                | 克誠堂出版                     | 2005 |
| 光老化皮膚 (川田 暁)                                                                                            | 南山堂                         | 2005 |
| 更年期と加齢のヘルスケア                                                                                        | 更年期と加齢のヘルスケア研究会 | 2005 |
| しわ・たるみを取る(宮地 良樹・松永 佳世子・宇津木 龍一)                                                         | 南江堂                         | 2006 |
| アンチエイジングシリーズ 2 皮膚の抗老化最前線                                                                   | エヌ・ティー・エス             | 2006 |
| 美容外科基本手術 適応と術式(酒井 成身)                                                                          | 南江堂                         | 2008 |
| アンチエイジング 美容マニュアル (大森 喜太郎・ロバート クレ)                                                    | 南江堂                         | 2008 |
| 美容皮膚科学 改訂２版 (宮地 良樹・松永 佳世子・古川 福実・宇津木 龍一)                                          | 南山堂                         | 2009 |
| マンスリーブック デルマ 美容皮膚科治療戦略(飯島 正文・塩原 哲夫・山田 秀和)                                     | 全日本出版会                   | 2009 |
| 形成外科疾患の薬物治療（山岡 桂子）                                                                             | 薬事新報                       | 2009 |
| 薬局で役立つ皮膚科治療薬 ＦＡＱ（大谷 道輝・宮地 良樹）                                                         | メディカルレビュー社           | 2010 |
| これはやってはいけない美容皮膚診療(飯島 正文・塩原 哲夫・宮崎孝夫)                                              | 全日本出版会                   | 2010 |
| マンスリーブック デルマ NO.168注入剤による治療実践マニュアル(飯島 正文・塩原 哲夫・征矢野 進一)                 | 全日本出版会                   | 2010 |
| 見た目のアンチエイジング 皮膚・容貌・体型の若返りの手法（日本抗加齢医学会分科会見た目のアンチエイジング研究会） | 文光堂                         | 2011 |
| 眼手術学 眼瞼（野田実香）                                                                                       | 文光堂                         | 2012 |
| アンスリーブック デルマ NO.209 美容皮膚科診療の工夫－私はこうしている－ （飯島 正文・塩原 哲夫・照井 正）       | 全日本出版会                   | 2013 |
| 実践アトラス 美容外科注入療法                                                                                   | 全日本出版会                   | 2014 |
| 患者満足度ベストを目指す非手術・低侵襲美容外科（高柳 進）                                                       | 南江堂                         | 2016 |
| 実践アトラス 美容外科注入療法 改定第２版                                                                        | 全日本出版会                   | 2018 |
| 美容皮膚医学 BEAUTY ボツリヌストキシン治療最前線                                                                | 医学出版                       | 2019 |

## 論文・学術書
| 各種耳瘻孔の治療                                                                         | 形成外科                  | 1985 |
| 微小血管吻合を利用した遊離空腸移植の実験的研究                                           | 日本形成外科学会誌        | 1986 |
| 第1報 イヌを使った実験モデルと結果について                                               |                           |      |
| ZCI(コラーゲン注入剤)による皮膚陥凹の治療経験                                            | 日本美容外科学会会報      | 1986 |
| 単純性血管腫に対するアルゴンレーザー治療の統計的観察                                     | 形成外科                  | 1988 |
| 遊離空腸移植の実験的研究                                                                 | 日本形成外科学会誌        | 1989 |
| 第2報 イヌ移植腸管の内圧の変化について                                                   |                           |      |
| 注入用コラーゲンを用いた皺の治療                                                         | 日本美容外科学会会報      | 1990 |
| コラーゲン注入におけるいくつかの問題点                                                   | 日本美容外科学会会報      | 1992 |
| コラーゲン注入において注意すべきいくつかの問題点                                         | 形成外科                  | 1992 |
| コラーゲン注入療法の適応と実際                                                           | 形成外科                  | 2000 |
| ヒアルロン酸を用いた皺の治療経験                                                         | 日本美容外科学会会報      | 2000 |
| 皺や陥凹の治療に用いたコラーゲンとヒアルロン酸の差異につ                                 | いて 日本美容外科学会会報 | 2001 |
| コラーゲン注入におけるいくつかの問題点                                                   | Aesthetic Dermatology     | 2001 |
| 注入用ポリ乳酸製剤(ニューフィル)の使用経験                                               | 日本美容外科学会会報      | 2002 |
| コラーゲンによるシワとり                                                                 | 皮膚科の臨床              | 2002 |
| コラーゲン・ヒアルロン酸・ポリ乳酸の注入物の問題と展望                                   | 日本美容外科学会会報      | 2003 |
| 注入剤による眼瞼除皺術                                                                   | 形成外科                  | 2003 |
| ヒトコラーゲン(CosmodermⅠ￢R・CosmoplastR)の使用経験                                     | 日本美容外科学会会報      | 2004 |
| 注入療法について                                                                         | 皮膚の科学                | 2005 |
| コラーゲン注入による皺や陥凹の治療                                                       | 日本臨床皮膚科医会誌      | 2005 |
| 注入療法について(コラーゲン、ヒアルロン酸など)                                           | 日本皮膚科学会誌          | 2005 |
| 皺とり － 注入療法による －                                                              | デルマ                    | 2005 |
| 炭酸ガス注入療法の経験                                                                   | 日本美容外科学会会報      | 2006 |
| 吸収性材料と注意点1.コラーゲン                                                           | 日本美容外科学会会報      | 2006 |
| ヒアルロン酸・ポリ乳酸                                                                   | Visual Dermatology        | 2007 |
| ヒアルロン酸の副作用とその対処法                                                         | 日本美容医療テクノロジー  | 2007 |
| スレッドリフト(吸収糸)の治療経験                                                         | 日本美容外科学会会報      | 2008 |
| 局所麻酔法                                                                               | PEPARS                    | 2008 |
| 吸収性フィラーによるしわ治療                                                             | PEPARS                    | 2009 |
| 内径が太く外径の細い針の使用経験                                                         | 日本美容外科学会会報      | 2011 |
| 注入治療において行っている各種の工夫・・より良き結果を得るために                         | 日本美容外科学会会報      | 2012 |
| しわ・たるみ治療での注入製剤（コラーゲン・ヒアルロン酸・ハイドロキシアパタイト）の使い方 | 日本美容皮膚科学会雑誌    | 2012 |
| コラーゲン・ヒアルロン酸などによる注入療法                                               | 形成外科                  | 2012 |
| 眉間の表情じわに対するﾎﾞﾂﾘﾇｽﾄｷｼﾝ注射療法 -自然な表情を得るためのコツ-                    | PEPARS                    | 2013 |
| 美容外科的しわ治療最新情報                                                               | 日本香粧品学会誌          | 2013 |
| 注入療法をあなどるなかれ（ｺﾗｰｹﾞﾝ・ﾋｱﾙﾛﾝ酸・ﾎﾞﾄｯｸｽ）                                      | Visual Dermatology        | 2013 |
| フィラー全般 編集 征矢野                                                                 | PEPARS                    | 2013 |
| コラーゲン 編集 征矢野                                                                   | PEPARS                    | 2013 |
| フィラーによる「顔面しわの治療」を成功させるコツ                                         | 形成外科                  | 2013 |
| フィラー(注入剤）                                                                        | PEPARS                    | 2015 |
| フィラー 61巻 4号                                                                        | 形成外科                  | 2018 |
| ＰＬＡ，ＰＣＬを原料とするコグ付きスレッド                                               | PEPARS                    | 2019 |
| 鋭針やカニューレの中にPDOを原料とするスレッドを入れたコグ付き製品                        | PEPARS                    | 2019 |